# Kemenesalja
Kemenesalja är kullar i Ungern. De ligger i den västra delen av landet, 150 km väster om huvudstaden Budapest.